# Tomthompsonia
Tomthompsonia is een geslacht van weekdieren uit de klasse van de Gastropoda (slakken).

## Soort
- Tomthompsonia antarctica (Thiele, 1912)